# Jim Rohn
Jim Rohn (Yakima, Washington, 17 de septiembre de 1930-West Hills, California 5 de diciembre de 2009) fue un empresario estadounidense, autor y orador motivacional. Su obra ha influido en el lanzamiento o la promoción de las carreras de muchos otros en la industria del desarrollo personal, incluyendo a Anthony Robbins, Mark R. Hughes, Mark Victor Hansen, Brian Tracy y Jack Canfield. 

## Carrera
Años después, Rohn recibió una llamada de un amigo. Este le preguntó si era posible que les fuera a contar su historia de éxito en un desayuno, a lo que Rohn no dudó en aceptarla. Días después le llamaron dos personas más de diferentes empresas a lo que Rohn acudió. El rumbo de Jim Rohn como orador y motivador surgió cuando recibió una nueva llamada por parte de una empresa para que fuera a contar su historia a un grupo de ventas pero esta vez a diferencia de las anteriores, le dijeron que le pagarían con mucho gusto. De allí en adelante algo que había sido ocasional se convirtió en el inicio de la carrera de Jim Rohn y lo llevaría muy lejos en esta área. 
En 1974, Rohn estaba dando uno de sus seminarios en el que asistió Mark Hughes, líder y propietario de una gran empresa de productos nutricionales llamada Herbalife. En este momento, Hughes le pregunta a Rohn si estaría dispuesto a ayudarle en la empresa que fundaría en el año de 1980. Debido a que Rohn estaba en su auge con los discursos y seminarios, en este momento no le pudo ayudar. No fue sino hasta el año 1987 cuando Hughes llamó a Rohn y nuevamente le hizo la propuesta a lo que Rohn accedió solo como guía y mentor. Para este entonces dicha compañía había crecido vertiginosamente y ha seguido creciendo hasta la actualidad, aunque sigue estando lejos de ser la empresa líder en la industria de venta directa, mantiene un buen tercer lugar.
Rohn dirigió más de 6.000 audiencias a cinco millones de personas en todo el mundo. Autor de 34 libros diferentes.
Jim Rohn se consideró un "filósofo de negocios". No pretende enseñar verdades nuevas, solo los fundamentos, como le gustaba decir: No hay fundamentos nuevos. La verdad no es nueva, es vieja. Tiene que sospechar de la persona que dice: ¡ven aquí, quiero mostrar mis antigüedades fabricadas! No, usted no puede fabricar antigüedades.
Rohn murió de fibrosis pulmonar después de una batalla de 18 meses, el 5 de diciembre de 2009 en West Hills, California.

## Enlaces
JimRohn.com
- Datos: Q640514